# Дејан Батровић
Дејан Батровић (25. октобар 1971) је црногорски бивши професионални фудбалер који је играо као нападач.

## Клубска каријера
Батровић је играо за Будућност Титоград у Првој лиги Југославије 1990/91. Касније је провео две и по сезоне у Радничком Нови Београд у Првој лиги СР Југославије (1993–1995), да би почетком 1996. прешао у иностранство у шпански клуб Хетафе. Након што је једну пуну сезону провео са другим тимом из Сегунде из Оренсеа, Батровић је кратко играо за мексички клуб Леон (1997). Потом се вратио на Иберијско полуострво и придружио Херезу почетком 1998. Батровић је почетком 2000-их играо за Зету у Првој лиги Србије и Црне Горе (2000–2004).